# Heilige Familie (Schmuckerau)

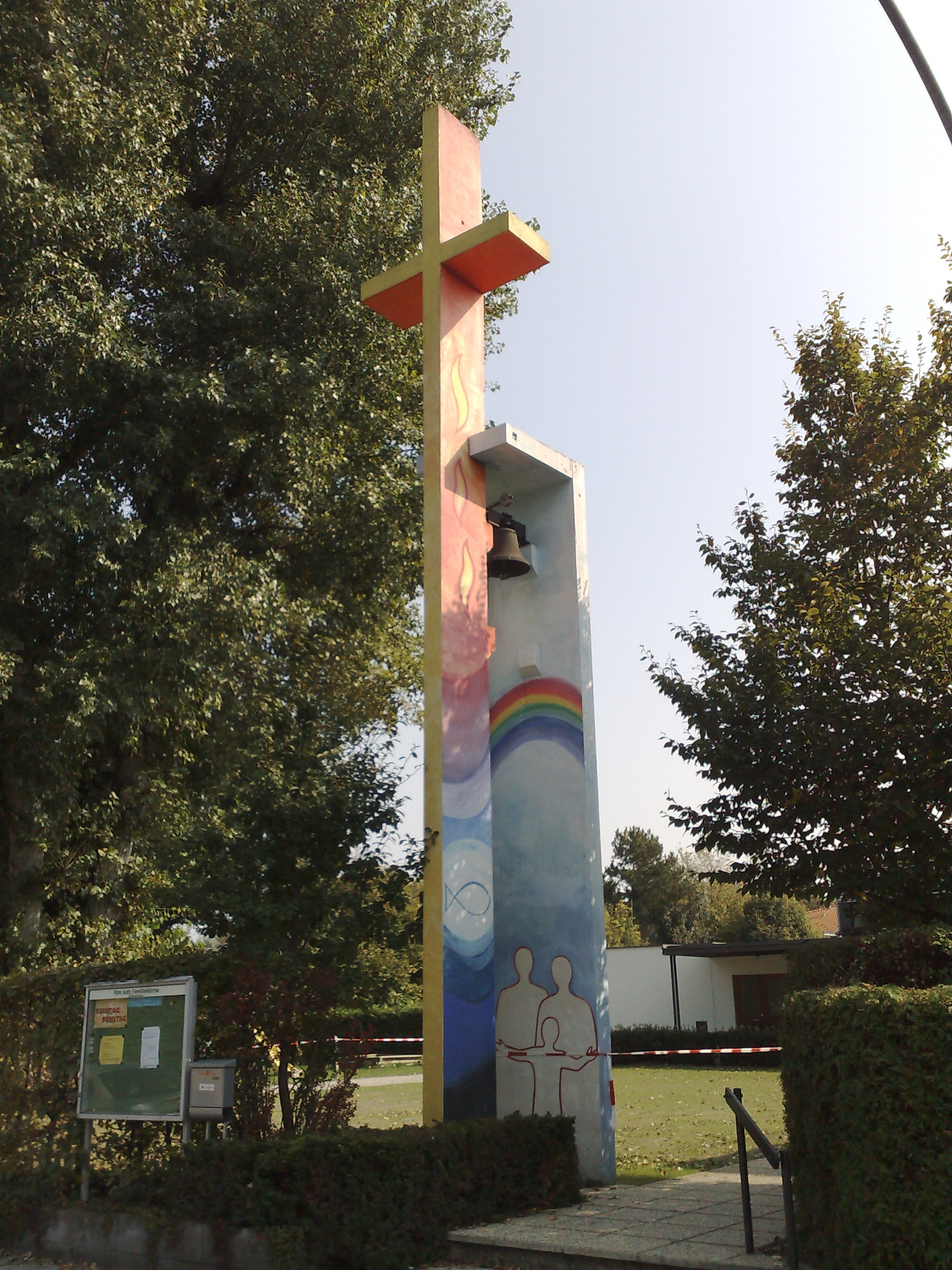
Der freistehende Glockenturm der Filialkirche Schmuckerau

Die Filialkirche Heilige Familie Schmuckerau ist eine römisch-katholische Kirche der Teilgemeinde Schmuckerau der Dompfarre in Wiener Neustadt in der Felbergasse 42.
Für die Siedlung Schmuckerau neben dem weitgehend naturbelassenen Stadtpark Schmuckerau wurde in den Jahren 1961 bis 1962 nach den Plänen des Architekten Josef Patzelt unter  Mitarbeit der Schüler der Abteilung für Hochbau der Bundesgewerbeschule und  freiwilligen Helfern eine Kirche errichtet. Die Kirche ist ein einfacher rechteckiger Mehrzweckbau mit Flachdach und einem freistehenden Glockenturm. Die künstlerische Ausgestaltung der Kirche aus dem Jahre 1962 stammt von Josef Troyer.